# Atoka (Oklahoma)
Atoka település az Amerikai Egyesült Államok Oklahoma államában, Atoka megyében, melynek megyeszékhelye is. Lakosainak száma 3195 fő (2020. április 1.).

## Népesség
A település népességének változása:

| 2010 | 3 107 |
| 2020 | 3 195 |